# Jean Parvulesco
Jean Parvulesco, nacido en 1929 en Rumanía, y fallecido el 21 de noviembre de 2010 en París, es un escritor y periodista francés. Discípulo del pensamiento de René Guénon pero sobre todo de Julius Evola, es un católico atípico cercano a la Nouvelle Droite, adepto de un panteísmo telúrico, es conocido por sus numerosas novelas y su estilo de escritura innovador y poético, mezcla de intuiciones y de enigmas «místicos».

## Biografía
Nace en Rumanía. Decide escapar del régimen comunista rumano después de la Segunda Guerra Mundial y consigue llegar a Yugoslavia atravesando el Danubio a nado en julio de 1948. Es arrestado e internado en un campo político de trabajos forzados cerca de Tuzla. Consigue escapar y entrar clandestinamente en Austria en agosto de 1949. Parvulesco llega a París en 1950 donde sigue cursos de filosofía y letras en la Sorbonne pero sin mucha asiduidad ya que prefiere frecuentar los círculos vanguardistas literarios, artísticos y cinematográficos.
En febrero de 1978 hace parte de los miembros fundadores del Comité des intellectuels pour l'Europe des libertés.
A partir de finales de los años 1970, empieza a publicar una obra abundante y variada (novelas, ensayos y poesía) y reivindica en sus novelas numerosas influencias literarias. Cercano del Groupement de recherche et d'études pour la civilisation européenne (GRECE), fue amigo de Raymond Abellio (al que consagró un libro), Mircea Eliade, Jacques Bergier, Jean Daniélou, Vintila Horia, Arno Breker, Dominique de Roux, Henry Montaigu, Guy Dupré, Louis Pauwels, Jean-Luc Godard, y actrices como Carole Bouquet, Aurora Cornu, Bulle Ogier y Ava Gardner. En 1973, conoce a Michel Mourlet qu dirige entonces la revista Matulu donde Parvulesco publica un artículo sobre Le Cercle rouge de Jean-Pierre Melville. Parvulesco escribió tres estudios importantes sobre Mourlet : Renaissance de la tragédie (postface de la Sanglière, Loris Talmart, 1987), Ce qui se cache derrière la Chanson de Maguelonne (La Revue littéraire, éd. Leo Scheer, n°16, juillet 2005) et Histoire d'un maléfice (Cinq Chemins secrets dans la nuit (DVX, 2008).
Sus artículos sobre la Nouvelle Vague hicieron que apareciese en algunas películas de Jean-Luc Godard, como À bout de souffle en 1959 (donde su personaje es interpretado por Jean-Pierre Melville), Éric Rohmer (L'Arbre, le Maire et la Médiathèque), Barbet Schroeder (Maîtresse), etc. 
Frecuenta los círculos nacional-revolucionarios junto a Jean Dides (entre otros) a partir de finales de los años 1950, y es cercano al OAS — lo cual no le impedirá teorizar más tarde sobre la « geopolítica del gran gaullismo ». Escribe artículos sobre geopolítica en numerosas publicaciones como Combat, preconizando un « eje París-Berlín-Moscú » para frenar la hegemonía anglosajona, concepto defendido anteriormente por Gabriel Hanotaux y evocado por Raymond Abellio (del que Jean Parvulesco fue cercano) en el segundo tomo de sus memoriasle, Les Militants.
Parvulesco estuvo en relación con autores tan diversos como Martin Heidegger, Ezra Pound, Julius Evola, Marguerite Duras, Pierre Boutang, Alain de Benoist, Michel d'Urance, Michel Marmin, Mircea Eliade, Dominique de Roux, etc. En 1996, aparece en una novela de Bertrand Delcour, Blocus solus, que gira alrededor de la figura de Guy Debord.